# L.A.マシンガンズ
『L.A.マシンガンズ』（L.A.MACHINEGUNS -RAGE OF THE MACHINES-）は、セガが1998年12月に発売したアーケードゲーム。

## 概要
特殊ホバーバイクに搭乗し、設備された機関銃で射撃して、アメリカ西海岸を侵攻するテロ組織「R.O.M（Rage of the Machines）」を壊滅させるのが目的のガンシューティングゲーム。システムボードはMODEL3 Step2.1でAM3研による制作。設定は異なるが、システムとしては『ガンブレードNY』の続編で、グラフィックは格段な進化を遂げている。
筐体は29型CRTのSD筐体と、50型プロジェクターのDX筐体の2タイプがあり、SDタイプは前作『ガンブレードNY』の筐体が流用されているが、DXタイプは筐体デザインを一新しており、ベースシェイカー（振動機構内蔵お立ち台）が加えられているのが大きな特徴である。
反動機構付ガンコントローラの振動が激しく、長時間のプレイでは手がしびれるほどであり、さらにDX筐体ではベースシェイカーの振動もあり、身体への負荷が大きい。
ステージは全5面構成で、最終面以外の前半4面はプレイ順序を選択できる。最終面には、前半全4面をクリアしなければ進めない。
銃直付け式の機関銃乱射ゲームは作品数が少なく、設置数は多くはないものの、銃直付け式のガンシューティングゲームはこの作品以降出ていないため、今もなおそのまま設置され続けているところがある。なお、2010年に『Gunblade NY & LA Machineguns Arcade Pack』のタイトルで、Wiiへの移植（『ガンブレードNY』と一本化）が欧州で決定した。国内販売は未定である。

## 特徴
『ガンブレードNY』後継ゲームだけあって、基本的な動作はほぼ同様である。
ゲームプレイ時の視点（自分のホバーバイクの進行方向および向き）は撃った敵が吹っ飛んだ方向（と銃を向けた方向）へスクロールしていくため毎回異なる。おおまかな流れも同じだが、敵の出現するタイミングや射撃してくる方向も毎回微妙に異なっていく。なお、タイムアタックやスコアアタックなどのモードは本作では無くなった。
後半のステージになると反転とほぼ同時に撃たれたり、ボス戦で打ち落としきれない程の大量のミサイルが飛んで来るなど理不尽な点が多く、ノーコンテニュークリアは非常に困難となっている。
前作同様、敵の攻撃を受けるとライフが1個減り、0個になるとゲームオーバー。
なお、特徴の1つにコンボシステムがあり、撃ち込み判定のある物体を撃つと、照準の周りに丸いコンボゲージが現われる。コンボゲージは時間経過とともに減少し消滅するが、ゲージが無くなる前に撃ち込み判定のある物体を撃つと、ゲージが全回復する。コンボゲージが維持されている間に敵を倒す事により、コンボ数が加算されてゆく。ステージ内を高速で動き回る上に、敵の素早さからコンボを維持するのは難しく、最終ステージを除いて、減点対象である人質や民間人（大統領、一般市民、警官、作業員など）が紛れ込んでおり、誤射をしてしまうと5000点失う上にコンボも途切れてしまうため（ライフは減らない）、ハイスコアを狙うには運にも左右される。

## ゲームストーリー
2025年、アメリカ世界の莫大な情報を一手に担い、総括的に処理する最新高層ビル「デルタオセロ」がロサンゼルスに完成。開業式が大統領を招いて盛大におこなわれていた。しかし、大統領演説中に突如として現れた謎のアンドロイド軍団「R.O.M」によって、大統領は拉致されロサンゼルスを始めとする西海岸は戦場と化す。合衆国は、対テロの切り札として用意しておいた最新飛行邀撃部隊「S.I.F.A.T」に出撃を要請し、両者は戦いを繰り広げる。

## 各ステージ

### LEVEL:01
- LOS ANGELS - DOWNTOWN
ロサンゼルス市街の高層ビル街ステージである。ロサンゼルス市警察が路上に張ったバリケードへじわりじわりと近寄ってくる敵サイボーグ兵を撃破し、歯が立たないながらも拳銃と散弾銃で懸命に応戦する警察官達を援護するところから始まる（SWATはなぜか一切登場しない）。この敵を撃破すると本ステージへと突入する。途中、拉致された大統領が見つかった旨の情報をキャッチし、大統領救出へ向かう。大統領を連れ出そうとしている敵兵を撃破する。

### LEVEL:02
- ALCATRAZ - MILITARY PRISON
実在のアルカトラズ刑務所を精巧に再現したステージ。刑務所に収監されている幹部を救出しようとするR.O.Mを撃破するミッション。船上やクレーン、海岸にある建物を駆け巡りながら撃破していく。クレーンデッキには看守がいるが、民間人扱いなので誤射に注意しなければならない。

### LEVEL:03
- LAS VEGAS - THE STRIP
ラスベガスの市街地をモチーフにしている。街を占拠したR.O.Mを撃破するミッション。このステージの特徴は、紛れ込んでいる民間人の数が多い点と、何発も射撃しないと倒せない敵の数が増える点にある。ボス戦の前には戦車を相手にしなければならない。

### LEVEL:04
- YOSEMITE - UNDERGROUND BASE
カリフォルニア州中部・ヨセミテ国立公園内に密かに構築されていたR.O.M地下基地のステージ、終始激しい戦闘が続く。最初の列車からのミサイル攻撃を凌げば、駅構内まではそれほど難所はない。駅構内を抜けた後からは、ブロックごとに常に敵集団と戦わなければならない。集団に混じって、LEVEL:03 で登場した硬い敵や対空砲も出現する。

### FINAL MISSION
- VALLEY OF FIRE - 6000 FEET ABOVE
ネバダ州のバレーオブファイヤー州立公園上空が舞台の最終面。R.O.Mの超弩級空中空母「ロードオブザピット」との死闘。このステージのみ、誤射の対象となる民間人が登場しない。
最終エリアでは空母を撃破するまで一定の間隔で四体の飛行兵が出続ける。硬い上に、二体以上に攻撃されると普通に押し負けてダメージを食らうという最後の難関となっている。威勢よく指図している首謀者も、空母の体力が少なくなってくると怯えるというコミカルな演出もある。

## 敵キャラクター

### 雑魚キャラクター
HE-01
機動歩兵。
HE-02R
レールガンを装備したHE-01の上位型。
HE-00F
HE-01の骨格のみの個体。
WBR-01
水上バイク「WRP-21」に搭乗した軽武装個体。
HHE-01B
重装備兵。
HHE-02
HHE-01Bから胸部装甲を外し、バーニアを搭載している。
HFP-01
複座式の機動ユニット。下部にあるミサイルランチャーが武器。
MHE-01
水中兵。水上から飛び上がり、ハープーンで攻撃する。
ABR-01
エアバイク「ARP-42」に登場。
AHK-01
鉤爪を装備した特攻兵。
PHK-01
バックパックを背負った飛行兵。
PHK-02
PHK-01の上位個体。
FHE-06R フェルタグリフ
PHK-01に大型飛行ユニットを搭載している。

### ボスキャラクター
ブラックジャッジ
ロサンゼルスのボス。大型車両の輸送を目的とした垂直離着陸の大型ヘリ。
ゼノファビア
アルカトラズのボス。巨大アンドロイド。後継機として開発されたが量産には失敗している。
アウトフランカー
ラスベガスのボス。局地専用多脚攻撃車両。遠隔操作によるフォーメーション攻撃を得意とする。
トリスケリオン
ヨセミテのボス。R.O.Mの汎用型大型メカ。本来は下半身が存在するはずが未完成のまま出現する。
ロードオブザビット
ラスボス。R.O.Mの切り札である超弩級空中空母。都市一つを制圧できるほどの兵力を持つアンドロイド達を収納している他、無数の砲台による火力と爆撃能力も備え持つ。

## スタッフリスト
- プロデューサー：亙重郎
- ディレクター：前山芳孝
- サウンドプロデューサー：小林健太郎 ※一部BGMが『電脳戦機バーチャロン フォース』に流用されている。